# María José Mora Devis
María José Mora Devis (Manises, 1956) és una advocada i política valenciana diputada al Congrés dels Diputats en la VI Legislatura i senadora en la VII legislatura 

## Biografia
Llicenciada en dret per la Universitat de València, a les eleccions municipals espanyoles de 1983 fou escollida regidora de l'ajuntament de Manises pel Partit Popular, càrrec que va revalidar a les eleccions municipals espanyoles de 1987, 1991 i 1995.
En 1999 va substituir en el seu escó Fernando Coquillat Durán, qui alhora havia substituït Francesc Camps i Ortiz, elegit diputat a les eleccions generals espanyoles de 1996. Fou uns mesos vocal de la Comissió Parlamentària de Justícia i Interior.
Fou escollida senadora a les eleccions generals espanyoles de 2000. De 2000 a 2004 fou portaveu de la Comissió de Justícia del Senat d'Espanya.